# Musée municipal de Vichy
Le musée municipal de Vichy est un musée situé à Vichy. Ouvert en 1985, il était abrité dans les locaux du Centre culturel Valery-Larbaud, au rez-de-chaussée. Il accueillait dans ses cinq salles des collections éclectiques allant de l'archéologie à la peinture moderne en passant par la philatélie. Il est actuellement fermé, dans l'attente d'une restructuration.

## Collections
- Salle d'archéologie. Elle expose des objets d'époque gallo-romaine trouvés à Vichy ou dans les communes environnantes. Ils proviennent de fouilles menées par le Centre de recherches archéologiques et historiques de Vichy et de sa région ou de dons de particuliers.
- Salle de philatélie. Elle accueille des objets (timbres, cachets, lettres, etc.) du XIXe et du XXe siècles. On y trouve un exemplaire des fameuses boules de Moulins.
- Salle Bourut. Elle réunit les œuvres venant de la donation du collectionneur Pierre Bourut. On y trouve des œuvres de Picasso, Louis Marcoussis, Manolo, Jean Fautrier, Germaine Richier, Otto Freundlich.
- Salle Madeleine Dany. Elle porte le nom de la fille, morte jeune, des donateurs, le docteur Dany et son épouse. Parmi les œuvres de la donation Dany sont représentés les peintres Eugène Boudin, Armand Guillaumin, Vlaminck, Marie Laurencin, Foujita.
- Salle Neillot. Elle est consacrée au peintre Louis Neillot (1898-1973), né à Vichy et qui, vivant et travaillant à Paris, est revenu régulièrement l'été dans la région[1]. Les trois périodes de son œuvre influencée par le fauvisme sont représentées dans cette salle.